# Sara Stridsberg
 (octobre 2023).
Si vous disposez d'ouvrages ou d'articles de référence ou si vous connaissez des sites web de qualité traitant du thème abordé ici, merci de compléter l'article en donnant les références utiles à sa vérifiabilité et en les liant à la section « Notes et références ».
Sara Stridsberg, née le 29 août 1972 à Solna, est une écrivaine et traductrice suédoise.

## Biographie
Son premier roman, Happy Sally, évoque Sally Bauer, la première Scandinave à avoir traversé la Manche à la nage.
En 2007, elle reçoit le grand prix de littérature du Conseil nordique pour son deuxième roman Drömfakulteten, une fiction évoquant Valerie Solanas, l'auteur du SCUM Manifesto, que Stridsberg a traduit en suédois.
En 2010 elle est invitée aux "assises internationales du roman" à Lyon, organisées par le journal Le Monde.
Membre de l'Académie suédoise depuis 2016, elle démissionne en 2018 pour protester contre une agression sexuelle au sein de l'institution.

## Œuvres

### Essai
- Juristutbildningen ur ett genusperspektiv, 1999
- Det är bara vi som är ute och åker, 2002

### Romans pour adultes
- Happy Sally, 2004
- Drömfakulteten, 2006  (ISBN 9789100111854) - La faculté des rêves, 2009  (ISBN 9782234061149)
- Darling River, 2010 - Darling River, 2011  (ISBN 9782234069299)
- Beckomberga. Ode till min familj, 2014 - Beckomberga. Ode à ma famille, 2016  (ISBN 9782070148240)
- kärlekens antarktis, 2018 -  L'Antarctique de l'amour , 2021  (ISBN 9782072846977)
- Hunter i Huskvarna, 2021  (ISBN 9789100190712)

### Théâtre
- Valerie Solanas ska bli president i Amerika, 2006 - Valérie Jean Solanas va devenir Présidente de l'Amérique, 2010  (ISBN 9782234064027)
- Medealand, 2009 - traduit en français sous le titre Medealand par Marianne Ségol-Samoy, Paris, L'Arche, 2011
- Nelly Sachs kommer aldrig fram till havet, 2017
- Dissekering av ett snöfall, 2012 - traduit en français sous le titre Dissection d'une chute de neige par Marianne Ségol-Samoy, Paris, L'Arche, 2021  (ISBN 9782381980256)

### Nouvelles
- American Hotel, 2014

### Romans pour enfants
- Dyksommar, 2019 - Plongée dans l'été, 2021  (ISBN 9782075145770)
- Mamman och havet, 2012
- Vi går till parken, 2021  (ISBN 9789198547078)  illustrations de Beatrice Alemagna - On va au parc, 2022  (ISBN 9782492768132)